# Licuala khoonmengii
Licuala khoonmengii är en enhjärtbladig växtart som beskrevs av Saw. Licuala khoonmengii ingår i släktet Licuala och familjen Arecaceae. Inga underarter finns listade i Catalogue of Life.